# Красное (Долговский сельсовет)
Красное — упразднённая деревня в Данковском районе Липецкой области России. На момент упразднения входила в состав Долговского сельсовета (в настоящее время территория Бигильдинского сельсовета). Исключена из учётных данных в 2001 г.

## География
Располагалась на левом берегу реки Дон, на расстоянии примерно 1,5 километра (по прямой) к западу от села Воейково Милославского района Рязанской области.

## История
Деревня упразднена постановлением главы администрации Липецкой области от 09 июля 2001 года № 110.